# Morton Lowry
Pour les articles homonymes, voir Lowry.
Morton Lowry est un acteur britannique né Edward Morton Lowater, le 13 février 1914 dans le Lancashire (Angleterre), et mort le 26 novembre 1987 à San Francisco, Californie (États-Unis).

## Filmographie partielle
- 1938 : La Patrouille de l'aube (The Dawn Patrol), d'Edmund Goulding
- 1939 : Petite Princesse (The Little Princess), de Walter Lang
- 1939 : Le Chien des Baskerville (The Hound of the Baskervilles), de Sidney Lanfield
- 1939 : Reine d'un jour (Winter Carnival) de Charles Reisner
- 1939 : Tarzan trouve un fils (Tarzan Finds a Son!), de Richard Thorpe
- 1940 : Service secret britannique (British Intelligence) de Terry O. Morse
- 1941 : Un Yankee dans la RAF (A Yank in the R.A.F.), de Henry King
- 1941 : Qu'elle était verte ma vallée (How Green Was My Valley), de John Ford
- 1942 : Les Chevaliers du ciel (Captains of the Clouds), de Michael Curtiz
- 1942 : Âmes rebelles (This Above All), d'Anatole Litvak
- 1942 : Counter-Espionage d'Edward Dmytryk
- 1943 : Aventure en Libye (Immortal Sergeant), de John M. Stahl
- 1944 : Une heure avant l'aube de Frank Tuttle
- 1944 : Rien qu'un cœur solitaire (None but the Lonely Heart) de Clifford Odets
- 1944 : Les Clés du royaume (The Keys of the Kingdom) de John M. Stahl
- 1945 : Le Sérum de longue vie (The Man in Half Moon Street), de Ralph Murphy
- 1945 : Le Portrait de Dorian Gray (The Picture of Dorian Gray), d'Albert Lewin
- 1945 : Mission à Alger (Pursuit to Algiers), de Roy William Neill
- 1946 : The Verdict, de Don Siegel